# Kazimierz Dejmek
Kazimierz Dejmek (17. května 1924 Kovel – 31. prosince 2002 Varšava) byl polský herec a režisér.

## Životopis
Narodil se v Kovelu, který byl mezi světovými válkami součástí polských Kresů. V době německé okupace bojoval v řadách Zemské armády. Po válce se stal hercem vojenského divadla v Lodži a studoval divadelní školu, hrál také jednu z hlavních rolí ve filmu Eugeniusze Cękalskeho Jasná pole. V roce 1949 spolu s Januszem Warmińskim založili v Lodži Teatr Nowy, který zprvu vedli v duchu socialistického realismu (prvním představením byla Parta brusiče Karhana), později se pod vlivem Leona Schillera přiklonil Dejmek jako režisér a dramaturg k antropologickému divadlu, zaměřoval se převážně na polskou klasiku. Od roku 1962 byl uměleckým vedoucím Národního divadla ve Varšavě.

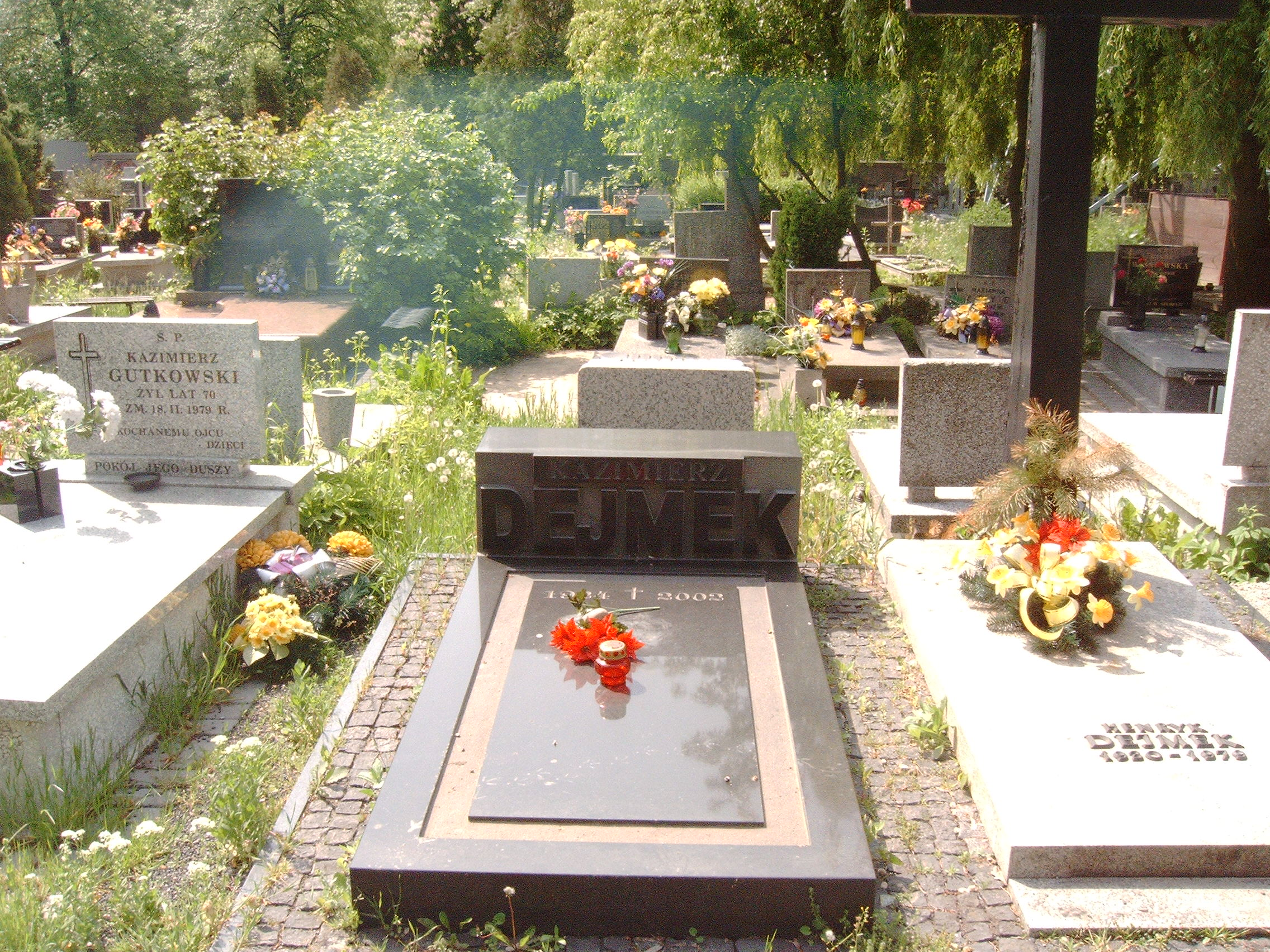
Hrob Kazimierze Dejmka v Lodži

V roce 1967 připravil inscenaci Dziadů Adama Mickiewicze, která byla záhy zakázána pro údajně podvratný a protisovětský obsah. To vedlo k rozsáhlým studentským protestům, známým jako polská politická krize 1968. Dejmek byl vyloučen z Polské sjednocené dělnické strany a byla mu znemožňována práce, v roce 1969 proto odešel režírovat do západní Evropy (působil mj. v Burgtheateru), vrátil se roku 1972 a znovu nastoupil do Teatru Noweho.
V roce 1978 mu byla v Rakousku udělena Herderova cena za přínos evropské kultuře, v roce 1981 obdržel titul zasloužilého umělce a roku 1989 velkokříž Řádu znovuzrozeného Polska. V letech 1988–1989 byl předsedou Polského svazu dramatických umělců, v roce 1993 byl zvolen poslancem za Polskou lidovou stranu a premiér Waldemar Pawlak ho jmenoval ministrem kultury, tuto funkci zastával do roku 1996. V roce 2000 se stal čestným občanem města Lodž, po jeho smrti dostal Teatr Nowy oficiální název Divadlo Kazimierze Dejmka.